# The Skeptic's Dictionary
The Skeptic's Dictionary é uma coleção de ensaios céticos de Robert Todd Carroll, publicada em seu site skepdic.com e em um livro.
O site skepdic foi lançado em 1994 e o livro foi publicado em 2003 com cerca de 400 verbetes. O site e o livro reúnem informações para o público cético em tópicos sobre pseudociência, paranormalidade, e ocultismo. A bibliografia contém cerca de 700 referências para informações mais detalhadas. De acordo com o livro, a versão online recebe cerca de 500.000 visitas por mês.
Em 2011, o site estava disponível em 15 idiomas com traduções parciais da versão inglesa.